# パンパシフィック水泳選手権
パンパシフィック水泳選手権（パンパシフィックすいえいせんしゅけん、Pan Pacific Swimming Championships）は、環太平洋地域の加盟各国・地域（以下「国など」）が参加する競泳の国際大会である。

## 概説
1984年に、東欧諸国を筆頭に世界に君臨してきたヨーロッパ各国の勢いに危機感を持った アメリカ合衆国、 カナダ、 オーストラリア、 日本の4か国が、環太平洋の「水泳のレベル向上に力を結集」するという目的で、パンパシフィック水泳協会を設立した。1985年に東京で第1回大会が開催されている。
当初はオリンピック開催年の前年（日本以外）と翌年（日本固定）、即ち西暦の奇数年に行っていたが、21世紀に入り国際水泳連盟（FINA、現：世界水泳連盟）が世界選手権の開催年をパンパシ大会の従前の開催パターンに変更し固定したため、オリンピック開催年の中間年である4年に1度、設立4か国の持ち回り形式で開催する方式に改められた。年次ローテーションとしては「オリンピック→世界選手権→パンパシ大会→世界選手権→オリンピック」となる。
近年は、アフリカ諸国、ブラジル、中国など環太平洋ではない国にも参加が拡がっている。オリンピック・世界水泳選手権と並んで「世界3大大会」の1つと数えられる事もある。
なお、この大会は飛込・水球・アーティスティックスイミング・ハイダイビングは行われないが、オープンウォータースイミングは第10回（2006年）より採用されている。
第14回は2022年の予定だったが、新型コロナウィルスの影響で、2026年に延期された。

### 国別対抗戦
この大会はほとんどの国際大会と同じく、「国別対抗戦」の性格も有するため、リレー競技が実施される。
この大会での得点方式は、決勝進出者・国などにその最終順位に応じて優勝：8点から8位：1点までの形で得点を与え、優勝者には「金メダルポイント」としてもう1点与えられる。リレー競技では2倍となるため、優勝国などには18点が与えられることになる。なお同着の場合はその順位と本来の1つ下の順位との得点を合算し2分するため、個人では0.5点（金同着の場合は1点）損する形になる。例えば、同着で銅メダル獲得者が2人出た場合、3位の6点と4位の5点を合算した11点を2分した5.5点を、2人にそれぞれ与える。
その合計点で最終的に争われ、対抗戦優勝国などにはトロフィーが贈られる。
毎回、水泳強国の アメリカ合衆国と オーストラリアが激しい優勝争いを繰り広げていて、時々 日本もこの争いに加わることがある。

## 開催地一覧
| 回 | 開催年 | 開催地           |
| -- | ------ | ---------------- |
| 1  | 1985年 | 東京             |
| 2  | 1987年 | ブリスベン       |
| 3  | 1989年 | 東京             |
| 4  | 1991年 | エドモントン     |
| 5  | 1993年 | 神戸             |
| 6  | 1995年 | アトランタ       |
| 7  | 1997年 | 福岡             |
| 8  | 1999年 | シドニー         |
| 9  | 2002年 | 横浜             |
| 10 | 2006年 | ビクトリア       |
| 11 | 2010年 | アーバイン       |
| 12 | 2014年 | ゴールドコースト |
| 13 | 2018年 | 東京             |
| 14 | 2026年 | ロサンゼルス     |

## 大会記録

### 男子
| 種目                   | 記録            | 選手 | 国籍           | 日時          | 大会           |
| ---------------------- | --------------- | --- | -------------- | ------------- | -------------- |
| 50m自由形              | 21秒55          | ネイサン・エイドリアン | アメリカ合衆国 | 2010年8月21日 | アーバイン大会 |
| 100m自由形             | 48秒13          | マイケル・フェルプス | アメリカ合衆国 | 2010年8月20日 | アーバイン大会 |
| 200m自由形             | 1分44秒75       | イアン・ソープ | オーストラリア | 2002年8月26日 | 横浜大会       |
| 400m自由形             | 3分41秒83       | イアン・ソープ | オーストラリア | 1999年8月22日 | シドニー大会   |
| 800m自由形             | 7分44秒79       | グラント・ハケット | オーストラリア | 2002年8月25日 | 横浜大会       |
| 1500m自由形            | 14分41秒65      | グラント・ハケット | オーストラリア | 2002年8月28日 | 横浜大会       |
| 50m背泳ぎ              | 24秒82          | ニック・トーマン | アメリカ合衆国 | 2010年8月19日 | アーバイン大会 |
| 100m背泳ぎ             | 52秒91          | アーロン・ピアソル | アメリカ合衆国 | 2014年8月18日 | アーバイン大会 |
| 200m背泳ぎ             | 1分54秒12       | ライアン・ロクテ | アメリカ合衆国 | 2010年8月20日 | アーバイン大会 |
| 50m平泳ぎ              | 27秒26          | フェリペ・シウバ | ブラジル       | 2010年8月20日 | アーバイン大会 |
| 100m平泳ぎ             | 59秒04          | 北島康介 | 日本           | 2010年8月19日 | アーバイン大会 |
| 200m平泳ぎ             | 2分07秒75       | 渡辺一平 | 日本           | 2018年8月12日 | 東京大会       |
| 50mバタフライ          | 23秒03          | セーザル・シエロ | ブラジル       | 2010年8月18日 | アーバイン大会 |
| 100mバタフライ         | 50秒86          | マイケル・フェルプス | アメリカ合衆国 | 2010年8月20日 | アーバイン大会 |
| 200mバタフライ         | 1分53秒80       | マイケル・フェルプス | アメリカ合衆国 | 2006年8月17日 | ビクトリア大会 |
| 200m個人メドレー       | 1分54秒43       | ライアン・ロクテ | アメリカ合衆国 | 2010年8月21日 | アーバイン大会 |
| 400m個人メドレー       | 4分07秒59       | マイケル・フェルプス | アメリカ合衆国 | 2010年8月19日 | アーバイン大会 |
| 4x100mフリーリレー     | 3分12秒46       | マイケル・フェルプス（48秒13） ライアン・ロクテ（47秒98） ジェイソン・レザク（48秒12） ネイサン・エイドリアン（47秒51）               | アメリカ合衆国 | 2010年8月20日 | アーバイン大会 |
| 4x200mフリーリレー     | 7分03秒84       | マイケル・フェルプス（1分45秒61） ピーター・バンダーカーイ（1分46秒46） リッキー・ベレンズ（1分46秒49） ライアン・ロクテ（1分45秒27） | アメリカ合衆国 | 2010年8月19日 | アーバイン大会 |
| 4x100mメドレーリレー   | 3分31秒79       | アーロン・ピアソル（53秒74） ブレンダン・ハンセン（59秒18） イアン・クロッカー（50秒92） ジェイソン・レザク（47秒95）                 | アメリカ合衆国 | 2006年8月20日 | ビクトリア大会 |
| 10kmオープンウォーター | 1時間54分26秒68 | チップ・ピーターソン | アメリカ合衆国 | 2006年8月21日 | ビクトリア大会 |

### 女子
| 種目                   | 記録           | 選手 | 国籍           | 日時          | 大会                 |
| ---------------------- | -------------- | --- | -------------- | ------------- | -------------------- |
| 50m自由形              | 24秒63         | ジェシカ・ハーディ | アメリカ合衆国 | 2010年8月21日 | アーバイン大会       |
| 100m自由形             | 53秒67         | ナタリー・コーグリン | アメリカ合衆国 | 2010年8月19日 | アーバイン大会       |
| 200m自由形             | 1分56秒10      | アリソン・シュミット | アメリカ合衆国 | 2010年8月18日 | アーバイン大会       |
| 400m自由形             | 3分58秒37      | ケイティ・レデッキー | アメリカ合衆国 | 2014年8月23日 | ゴールドコースト大会 |
| 800m自由形             | 8分16秒22      | ジャネット・エバンス | アメリカ合衆国 | 1989年8月20日 | 東京大会             |
| 1500m自由形            | 15分28秒36     | ケイティ・レデッキー | アメリカ合衆国 | 2014年8月24日 | ゴールドコースト大会 |
| 50m背泳ぎ              | 27秒83         | ソフィー・エディトン | オーストラリア | 2010年8月19日 | アーバイン大会       |
| 100m背泳ぎ             | 59秒45         | エミリー・シーボム | オーストラリア | 2010年8月19日 | アーバイン大会       |
| 200m背泳ぎ             | 2分07秒48      | エリザベス・ペルトン | アメリカ合衆国 | 2010年8月20日 | アーバイン大会       |
| 50m平泳ぎ              | 30秒03         | ジェシカ・ハーディ | アメリカ合衆国 | 2010年8月20日 | アーバイン大会       |
| 100m平泳ぎ             | 1分04秒93      | レベッカ・ソニ | アメリカ合衆国 | 2010年8月19日 | アーバイン大会       |
| 200m平泳ぎ             | 2分20秒69      | レベッカ・ソニ | アメリカ合衆国 | 2010年8月21日 | アーバイン大会       |
| 50mバタフライ          | 25秒99         | マリーク・ゲラー ヨレーネ・クックラ                                                                                         | オーストラリア | 2010年8月18日 | アーバイン大会       |
| 100mバタフライ         | 57秒30         | ジェシカ・シッパー | オーストラリア | 2006年8月19日 | ビクトリア大会       |
| 200mバタフライ         | 2分05秒40      | ジェシカ・シッパー | オーストラリア | 2006年8月17日 | ビクトリア大会       |
| 200m個人メドレー       | 2分09秒93      | エミリー・シーボム | オーストラリア | 2010年8月21日 | アーバイン大会       |
| 400m個人メドレー       | 4分34秒04      | エリザベス・バイゼル | アメリカ合衆国 | 2010年8月19日 | アーバイン大会       |
| 4x100mフリーリレー     | 3分35秒11      | ナタリー・コーグリン（54秒25） ジェシカ・ハーディ（53秒45） アマンダ・ウィアー（53秒85） ダナ・ボルマー（53秒58）           | アメリカ合衆国 | 2010年8月20日 | アーバイン大会       |
| 4x200mフリーリレー     | 7分51秒21      | ダナ・ボルマー（1分58秒05） モーガン・スクロギー（1分57秒89） ケイティ・ホフ（1分58秒70） アリソン・シュミット（1分56秒53） | アメリカ合衆国 | 2010年8月19日 | アーバイン大会       |
| 4x100mメドレーリレー   | 3分55秒23      | ナタリー・コーグリン（59秒85） レベッカ・ソニ（1分05秒35） ダナ・ボルマー（56秒91） ジェシカ・ハーディ（53秒12）            | アメリカ合衆国 | 2010年8月21日 | アーバイン大会       |
| 10kmオープンウォーター | 2時間0分33秒83 | クリスティン・ジェニングス                                                                                                  | アメリカ合衆国 | 2010年8月22日 | アーバイン大会       |